# Aeronca L
Aeronca L — лёгкий двухместный самолёт общего назначения, выпускавшийся в США компанией Aeronautical Corporation Of America (в 1941 году сменила название на Aeronca Aircraft Inc.) с 1935 по 1937 год. Всего было выпущено 66 самолётов в нескольких модификациях.

## История
Создавая Aeronca L, Жан Роше и Роджер Шлеммер отошли от привычного по успешным моделям С-2 и С-3 дизайна и самой идеи самолёта, и попытались сделать скоростной самолёт. Машина получилась необычной — небольшая по габаритам, с «агрессивной внешностью», весьма скоростная. Первый прототип, получивший название Aeronca LW и бортовой номер NX14558 взлетел в небо в ноябре 1935 года. Он был оснащён тридцатишестисильным мотором Aeronca E113, в то время серийно устанавливающемся на Aeronca C-3.
Однако слабый двухцилиндровый мотор свёл практически на нет все превосходные лётные качества самолёта. Было решено вдвое увеличить мощность двигателя, и в 1936 году Aeronca запустила серию L в производство, оснастив самолёт семидесятисильным двигателем LeBlond 5, успешно использовавшемся на самолётах Arrow Sport уже около 10 лет. Испытания показали, что дизайнерские решения были успешны — при более чем в полтора раза большей снаряжённой массе, по сравнению с Arrow Sport, Aeronca L имела немного лучшие показатели скорости.
Однако самолёт ждали другие неприятности. Самолёты серии L были рассчитаны уже не на эконом-сектор рынка, а на почитателей больших скоростей. Самолёты продавались по цене от 2715 до 3275 долларов, а также были весьма затратны в обслуживании. Это привело к тому, что за всё время выпуска было построено и продано всего 66 машин, несмотря на то что Aeronca дважды увеличивала мощность двигателя, доведя её в итоге до 110 л.с.
В конце 1937 года компания окончательно отказывается от производства самолёта, сосредоточившись на более успешном и более дешёвом двухместном Aeronca K Scout, сменившем в 1937 году морально устаревший Aeronca C-3.
В настоящее время в музеях по всему миру сохранилось не более десяти таких машин. Как минимум одна из них способна до сих пор подниматься в воздух.

## Конструкция
Aeronca L построен по схеме низкоплана. Самолёт рассчитан на перевозку двух человек, сидящих рядом друг с другом, в полностью закрытой кабине. Двигатели применялись радиальные, пятицилиндровые, с воздушным охлаждением. Для улучшения летных характеристик вокруг двигателя располагалось обтекаемое кольцо Тауненда. Винт применялся двухлопастной, деревянный, с неизменяемым шагом. Шасси неубираемые, с управляющим хвостовым колесом. Передние шасси располагались на крыльях и были закрыты спереди специальными обтекателями.
Корпус самолёта собирался из алюминиевых труб и арматуры и покрывался металлическими листами. На заводе, в основном, красился в жёлтый цвет с чёрной полосой вдоль фюзеляжа. Также сохранились машины, полностью выкрашенные в красный цвет.

## Тактико-технические характеристики
Технические характеристики
- Экипаж: 1 чел.
- Пассажировместимость: 1 чел.
- Длина: 6,86 м
- Размах крыла: 10,97 м
- Высота: 2,13 м
- Площадь крыла: 13,94 м²
- Масса пустого: 0,463 т
- Масса снаряжённого: 0,762 т
- Силовая установка: 1 ×  LeBlond 5DE
- Мощность двигателей: 1 × 70 л. с.

Лётные характеристики
- Максимальная скорость: 185 км/ч
- Крейсерская скорость: 161 км/ч
- Практический потолок: 3657 м

## Модификации
- Aeronca LW — прототип, с мотором Aeronca E113 в 36 л.с. Выпущена в 1 экземпляре.
- Aeronca LA — первая модификация с мотором LeBlond 5DE мощностью 70 л.с. Выпущено 12 экземпляров.
- Aeronca LB — модификация с мотором LeBlond 5DF мощностью 90 л.с. Выпущено 28 экземпляров начиная с 1936 года.
- Aeronca LC — модификация с мотором Warner Scarab Jr мощностью 110 л.с. Выпущено 24 экземпляра начиная с 1936 года.
- Aeronca LCS — единственный экземпляр Aeronca LC, выпущенный в варианте гидросамолета. Бортовой номер NC16289.